# オジェ・ル・ダノワ

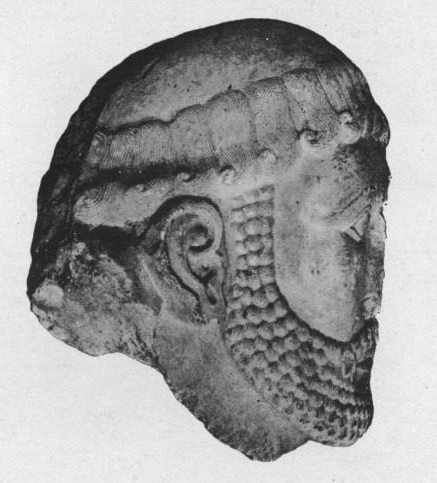
（伝）オジエ像の頭部。―聖ファロ大修道院の遺物。

デーン人オジエ、デンマルク人〔びと〕オジエ、デンマルクのオジエ、またはオジエ・ル・ダノワ（フランス語：Ogier le Danois, Ogier de Danemarche）は、中世フランスのシャルルマーニュ伝説の武勲詩に登場するパラディンの一人で伝説上の英雄。
「短い」という意味の名の、切っ先が欠けた剣コルタンを持つ。
オジェを主人公とした武勲詩、『オジェの騎士道』は、「ドーン・ド・マイヤンスの武勲」の詩群（別称「叛臣の物語群」）の一つに数えられ、シャルル王に歯向かう氏族の物語のひとつをなしている。
特にデンマークでは「ホルガー・ダンスク」の名で親しまれ、地元の英雄とされている。

## 各言語の表記
- アングロノルマン語： Oger 〔オジェ〕（『ロランの歌』）
- 古ノルド語：Oddgeir danski 〔オッドゲイル・ダンスキ〕（『カルル大王のサガ』）
- フランコ＝イタリア語： Uggeri il Danese 〔ウッジェーリ・イル・ダネーセ〕
- 近世のイタリア語：Ogieri, Ogiero, Uggieri 〔オジエリ、オジエロ、ウッジェーリ〕等。

## 総覧
この英雄がフランス系かデンマーク系かについては、いささか見解の対立がある。フランスでは19世紀の編者バロワが、オジェの添え名である「ル・ダノワ」や「ダーヌマルシュ」はデンマークではなくアルデンヌの所領に由来すると仮説を立てた。
これに対し、16世紀のデンマーク訳本は、英雄の父親ゴーフロワを、サクソ・グラマティクス著の史書にもある歴史上のデンマーク王グードリグに比定し、英雄自身は、その王子オルフであると断定している。

（* フランスで発見の伝オジェの石像頭部については§モー市と聖ファロ僧院、デンマークの石膏像については §スカンジナビアの各節を参照）。

## コルタン
オジェが「短い剣」を持つという伝承は相当古く、カスティーリャ語で書かれた『サン・ミリャンの注記』（1060年頃成立）に、「短い剣のオジェーロ（オジェーロ・スパタ・クルタ）」という二つ名だったことが記されている。
オジェを主人公ととした武勲詩では、後述するようにサラセン人からこのコルタンという剣と、名馬ブロワフォール（→ベフロール）を入手した。
後世の脚色では、アーサー王伝説『散文トリスタン』(1210-1230年頃)で、トリスタンが持つ刃こぼれの剣をオジェが受け継ぎコルタンと命名したことになっている。ちなみに英国の戴冠剣のひとつはカーテナと呼ばれ、オジェの剣と同名（「短い」の意）で、ある学者によればトリスタンの先の毀れた剣（トリスタン伝説では剣先がモルオルトの頭に刺さった）が伝わったものと昔は認識されてはずだという。

## 作品
日本語で手軽に読める資料に、市場泰男訳トマス・ブルフィンチ再話『シャルルマーニュ伝説』「第23-25章：オジエ・ル・ダノワ」がある。
オジェ誕生のときに六人の「名付け親の妖精」的な女性たちが現れて吉凶こもごもの授け物する。そのうちの仙女のひとりモルガン・ル・フェイ（ブ氏再話では→モルガナ）が、やがてのち物語の終盤でオジエをアヴァロンに連れて行き、いわば夫婦同然に同棲させる。こうした「ケルト物語的」要素は、本来の武勲詩にはない部分で、中世後期に追加された（§中世後期の節を参照）。ともあれ、このことでオジエはアーサー王物語の住人に仲間入りさせられた。
古武勲詩から抜粋した粗筋は、以下に記した。ブルフィンチ再話とは、大筋では合致するが、差異も多い。

## オジェの騎士道
伝ランベール・ド・パリ作『オジェの騎士道』（Chevalerie Ogier de Danemarche; 原型は12世紀だが、伝わる作品は13世紀初頭）は、約13,000行におよぶ武勲詩で、全12枝篇に分けられている。

### 第1枝篇：オジェの出自
第1枝篇（全3109行、「オジェの幼年時代」の部や章などとも仮称されるは、オジェの青少年期の部ともいえるが、おおよそ次のような筋書きである：
オジェはデンマルク公ゴーフロワ（→ジョフロワ）を父に生まれる（ちなみに他の作品によれば、ゴーフロワはドーン・ド・マイヤンスの息子に設定されている）。
若きオジェは人質となり、シャルル王に預けられる。それでも監禁先のサントメール城主の娘と情事をおこない、息子ボードワン（→ボルドウィン）をもうける。
そのうち父ゴーフロワの不遜が度を増し、シャルル王は、オジェを絞首刑にすると決める。ところがローマ教皇から、異教徒の侵略に対する救援依頼状が届き、シャルルは、オジエも連行しイタリアに向かう。身元保証人は、親戚のバイエルン公ネーム（→ナモ）が引受ける。オジェは元服（騎士叙任の儀礼）を受けておらず具足もなく丸腰だった。観戦していると、前衛で旗手を務めるアロリー・ド・プイユ（プッリャ州のアロリー）の敵前逃亡を目にする。オジェたちは、アロリー隊から甲冑・軍旗（オリフラム）を奪い、奮迅した。苦戦中のフランス軍は応酬し、オジェは感謝され王から佩刀の叙勲を受ける
しかし新手の強敵カラウー（→カラヒュー）の報告が入る。カラウーは、敵の総大将である都督〔アミラル〕コルスブルの娘グロリアンドの許嫁だったが、異教徒ながら、たいへん義を重んずる人物であった。またカラウーは、聖剣コルタン（ →コルタナ）の所有者で、姫の御前でのオジェと決闘を申し込む。シャルルの息子シャルロが自分の出番だと駄々をこねるので、もうひとりサドワヌ（→サドン）という対戦相手をつけて、二組で決闘をおこなう。ところが戦いが佳境に入った頃、水をさすように、都督の息子ダヌモンの一団が乱入し、オジェを捕獲する。説得に応じず釈放しないため、律儀なカラウーは、フランス陣営に投降し、もし、オジェが処刑されようものなら、自分も殺して構わない、と言った。
ここで異教徒側にまた強者の救援が到着する。マヨルカ国のブリュナモンという猛者である。都督は姫とカラウーの婚約は破談にし、このブリュナモンと娶わせるという。姫は反対だが、阻止するとなると、勇士を立ててブリュナモンと戦わねばならない。姫はその勇士の役を、なんと俘虜のオジェに依頼し、カラウーも聖剣コルタンをオジェに与えて一任する。オジェはみごとブリュナモンを斬り捨て、額に白点のある黒馬ブロワフォール（→ベフロール）を手に入れる。

### 第2枝篇：息子の死と出奔
第2枝篇は他と比べて400行弱ときわめて短いが、重要な展開の部分。シャルロ王子が、オジェの息子ボードワネットとチェス将棋を指して遊んでいたが、「王手詰み〔チェックメイト〕」を宣告されてかっとなり将棋盤で相手の頭をたたき割ってしまう。息子の変わり果てた姿に憤慨したオジェは、棒切れをふりまわして王子を追いまわす。王は金銭で解決しようとするが、オジェは王子の命で償ってもらうとゆずらない。オジェは追放の身となり、パヴィア国のデジエ（≒史実のランゴバルド国王デシデリウスとされる）に身を寄せる。

### オジェの反乱・投獄・復帰
この後、追討しようとするフランス王軍を、オジェがさんざんに翻弄する。オジェは、ローヌ川沿いのシャ[ス]テルフォールに牙城を得、マンゴネルなどの大型兵器で攻撃されても、従者ベノワがギリシア火薬で対抗するなど、痛快に立ち回る劇が語られる。
しかしそんなオジェも、やがて捕えられる。五人分の食欲があるこの囚人に対し、毎日パンを四分の一と水で薄めた古ワイン一杯しか与えませんから、と言ってテュルパン司教が、その監視役を買って出るが、そのじつ特大パンを焼かせ、巨大な銀杯を調達させて文字通りその四分の一だけを与えて存分に養った。七年が経ち、オジェのひげも白くなったが、二の腕や首筋はまだまだ太かった。

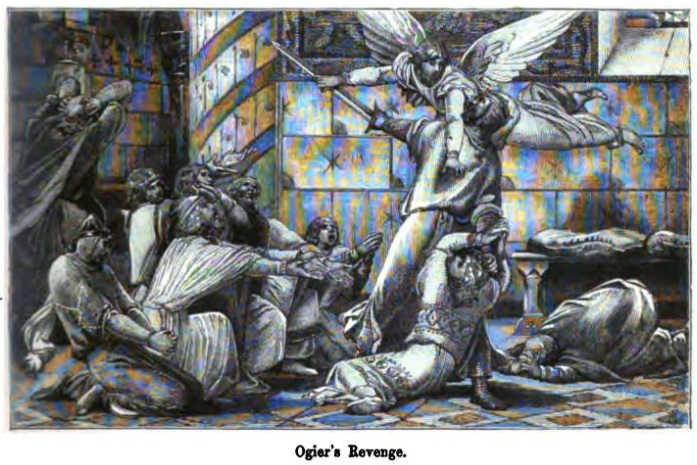
オジェがシャルロ王子めがけて振りかぶる剣を天使が阻止—レオン・ゴーティエ編『騎士道』（1884年）より、リュック＝オリヴィエ・メルソン（画）

この展開で、第9枝篇（第9796~11040行）が始まる：
フランスは、アフリカの王ブルイエまたはブレユス（→ブリュイエ）率いる軍の侵攻を受け、被害は甚大、「オジェがおれば」の声高まる。王は不承不承オジェの復帰を承諾。巨躯のオジェに耐久できる馬探しが始まる（王の馬ブランシャールを含む数頭の馬を試乗してぺしゃんこにする滑稽な場面が盛り込まれる。しかしオジェの愛馬ブロワフォール（→ベフロール）が、モー市の聖ファロ大修道院（→サンファロン大修道院）に預けられていると判明。見違えるほど痩せこけた馬は、前の主人とめぐり合うと、鼻息を鳴らしていななき、体を平伏させオジェを迎え、涙をさそう。戦闘準備は整ったが、オジェは自分の息子を殺した王子の命を差し出さねば働かないと、条件を出す。王は困惑するが、ネームにより、フランスの国運がかかっている事案であり、自分も息子ベルトランをオジェに斬られたが、私情ははさまない、と諫言される。しかしオジェが聖剣コルタンを振りかぶり、いざ王子の首をはねようとしていたその時、天使が降臨してその手をとどめた。
第9枝篇はここで終結するが、編者バロワによれば詩人ランベールが書き綴った真正の部分はここまでで、残りはより後年に書き足されたものだという。第十詩編では、オジェは実際にブルイエ（→ブリュイエ）と戦う。相手は途中で休戦を請い、亡きキリストを聖墳墓に納棺する前、その遺骸に塗りこめたという塗り薬を使って回復した。決闘が再開し、オジェの馬ブロワフォールは悲しくも殺されてしまう。オジェは応酬し、相手を討ち取って、新たにボーサン（→マルシュヴァレー）という馬を得る。
この後、オジェは、さる英国王女を救助するが、この王女と結婚し、シャルル帝からエノー州とブラバント州の領地を与えられた。英国王女と夫婦になったという作り話は、そののちオジェがハンプトンのビーヴィスの父親になったという言い伝えへの布石のようである。死後、オジェの遺体は従者ベノワとともに、前述モー市の僧院に安置されたという（#モー市と聖ファロ僧院）。

### 改作や翻案
後年、古い武勲詩の第1枝篇の部分を拡張して、アドネ・ル・ロワ（1300年没）が、『オジェの幼年時代』(Enfances Ogier)を詩作した。北欧でも、『オジェの騎士道』の第一枝篇に近似するテクストが十三世紀に古ノルド語の散文に翻案されて、『カルル大王のサガ』集の第3部『オッドゲイル・ダンスキ (Oddgeir Danski)』として収録された。内容は古武勲詩にほぼ近いが、エンディングが独自の顛末になっている。また、オジェの青少年期は、フランコ＝イタリア語にも翻訳された。

### 中世盛期末頃
フィリップ・ムスケは『韻文年代記』（1243年頃）において、オジェの死について記している。
ジャン・ドゥートルムーズ(1338-1400年)は、われわれ後世に伝わらないバージョンのオジェ伝を使っていたらしく、その著書『歴史の鑑』には、オジェがアーサー王伝説の妖猫カパリュ（キャスパリーグ）と戦ったという伝承を記録する 。

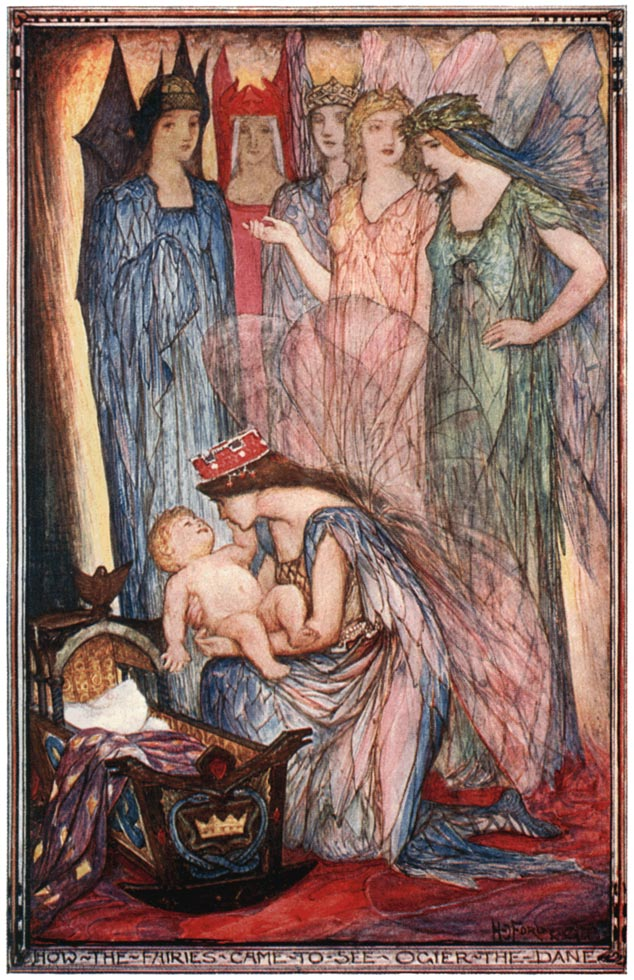
「妖精たちがデンマーク人オジェに会いに来た」―ヘンリー・ジャスティス・フォード画、アンドルー・ラング編『Red Romance Book』所収「Ogier the Dane」（1921年）より。

オジェの文学では、他にもアーサー王伝説が絡められており、上述したモルガン・ル・フェイによってアヴァロンに誘われるあらすじは、十音綴詩版ロマンス（31000行、14世紀初頭、 1310年頃）にみえ、また、アレクサンドラン韻律（十二音綴）詩版（29000行、14世紀中葉、1335年頃）にも追加される。後者は極彩色の挿絵で有名な「タルボット・シュルーズベリーの書」(大英図書館所蔵 Royal 15 E VI写本。1445年頃)等、三点の写本に現存する。
アレクサンドラン詩版は、いわば十音綴詩版と、のちに散文に起こされたバージョンとの中間段階の作品である。このアレクサンドラン詩版では、冒頭部にモルガンとの宿命があるという内容を継ぎ足した。新生児のオジェが、六人の妖精女たちの訪問を受け、恩寵を授かる場面を加えており、妖精のひとりモルグ・ラ・フェー（モルガン）は、自分の愛人となってすごすときまで、決してオジェ死ぬことは無いという運命を与えた 。オジェの武勲は水増しされ、ついには英国王に即位したともされている。そして年齢100に達した時、船が遭難してモルガンのいるアヴァロンへといざなわれる。200年後、フランスの救国のために帰参するが、そのとき燃えさしの木切れ を渡される（その火が尽きれば寿命も尽きる）。 オジェは使命を達成すると命を捨てようとするが、モルガンに救われる。
この展開では、オジェはモルガンとの間にムールヴァン（Meurvin, Marlyn）をもうけたとされる 。ムールヴァン自身も、後世のロマンスの題名主人公となった（『Histoire du Preux et Vaillant Chevalier Meurvin、1540年）。その創作において、オジェは史実上のゴドフロワ・ド・ブイヨン（第1回十字軍指導者、エルサレム国王）の祖先と設定された。

### 近世
印刷機の発明後、アレクサンドラン韻律詩と同様な内容のフランス散文訳『オジェ物語』が、1498年にパリで出版された。こうした揺籃印刷本をかわきりに、16世紀にも複数の版が刊行し、以後、何度も再版されて広まった。
オジェは、アヴァロンの仙女モルガンと、ムールヴァンと言う名の子をもうけたとされていて、あまり知られていないが『Roman de Meurvin, fils d'Oger le Danois』(1531年)も出版されており、ここではムールヴァンの子オリアンが、白鳥の騎士の祖先とされている。
イタリア語では、たとえばルイジ・プルチ（1432-1484）作の『モルガンテ』第1詩章17詩節で、オルランドーが、デーン人ウッジェーリ（＝オジェ）の妻エルメリーナから聖剣コルタナと名馬ロンデルをかっぱらっていってしまう（この詩の冒頭部分は、バイロン卿が『モーガンテ・マッジョーレ』の題で英訳している）。（*このロンデロという馬号は、ブオーヴォ・ダントーナの馬と同名であることが興味深い。上述ビーヴェス卿の馬アランデルに相当し「燕子〔つばくろ〕」を意味する）。

## モー市と聖ファロ僧院

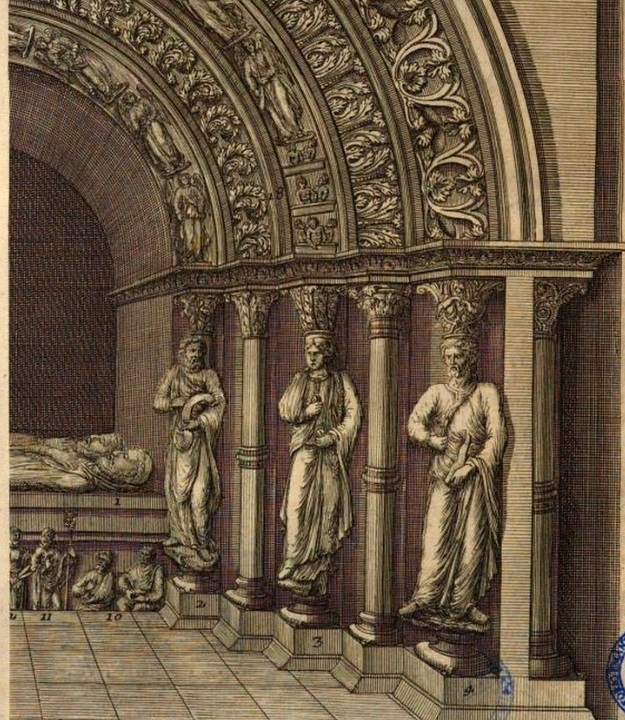
霊廟。聖オトゲルス（オジェ）と聖ベネディクト（聖ベノワ、聖ベント）の石棺が奥に見える（右下部分。モー市、当時の聖ファロ大修道院）。
―『聖ベネディクト修道会聖人伝』(1677年版)より。右半上下を見る・左右全体(1735年本)を見る。

モー市にかつてあった聖ファロ僧院には、霊廟があり、聖オトゲル（オトゲリウス）と聖ベネディクトが横に並んだ仰臥像を蓋に配した石棺に、両聖人の遺体が納められていた。武勲詩でもオジェとその従者ベノワがこの僧院に永眠することになっており、彼らと二聖人を同一視する伝承があった。
この霊廟の挿絵は、ジャン・マビヨン著の『聖ベネディクト修道会聖人伝』に、折り畳みページとして差し込まれている（右の図参照）。
僧院は1751年に取り壊しにあったが、1874年に霊廟のものと思われる伝・オジェの頭部が発見された。これは、頭部と、上掲の『聖ベネディクト修道会聖人伝』の横臥像の容貌を比較してその結論に至ったとされる。頭部は現在はボシュエ美術館が所蔵

## スカンジナビア
北欧では、「オッドゲイル」のサガが写本に残された時代を経て、近世になるとクリスチャン・ピーダセンが、パリ大学に在学中に、フランス語散文オジェ物語の印刷本『デンマルク人オジェ』（Ogier le Dannoys） を求め、帰国後デンマーク訳本を1534年に『ホルガー・ダンスク年代記』(Kong Holger Danskes Krønike)として出版した。このことにより、オジェ伝説がデンマーク民間により広く伝播した。このときピーダセンは、オルガー・ダンスクは、じつは、デンマークの王子で、ゴトリク王（デンマーク語: Gøtrik）の息子だとしている。サクソ・グラマティクスの『デンマーク人の事績』などによれば、ゴトリク王の息子の名はオーラーブであるが、それと同一人物だと説明した。。

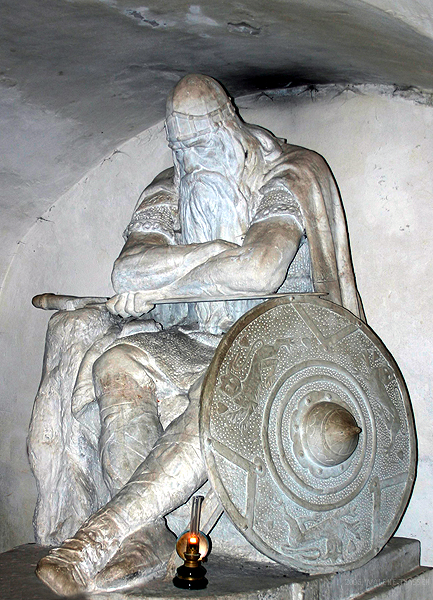
クロンボー城のホルガー・ダンスク像。―ハンス・ピーダ・ピーダセン＝ダン作 (1907年)の原作品。

デンマークではさらにアンデルセンの童話や、クンツェンのオペラに『デンマーク人ホルガー』があり、またインゲマンの詩にゲバウアーが曲をつけた歌も知られている。
ヨーロッパには(アーサー王やバルバロッサ)など、洞穴の眠れる巨人や英雄が、国の有事に復活するという伝説があるが、デンマークでもそういうした眠れるホルガー・ダンスク伝説が出現し、とりわけ、ペデルセンの郷土ヘルシンガー市にまつわりつくようになったといわれる。この都市の某ホテルがホルガーの銅像（1907年）を制作依頼し、その石膏型をクロンボー城の砲郭に置いたところ、そちらの方が一躍有名になった。しかし石膏像は湿気で劣化をおこし、1985年以来コンクリート像に置き換えられている。
第二次世界大戦中は、ナチス・ドイツの占領に対するデンマークの抵抗分子が、「ホルガー・ダンスク」の名でレジスタンス運動を行なった。

## 大衆文化のオジェ
オジェ・ル・ダノワは、トランプのスペードのジャックの人物とされる。アメリカの作家、ポール・アンダースンの『魔界の紋章』もオジェ・ル・ダノワの伝承を下敷にしている。

### 補注
1. ↑  有永 (訳) (1965)『ロランの歌』、253頁（112行の注）の表記（ただし人物名でなく題名）。
2. ↑  トマス・ブルフィンチ & 市場 (訳) (2007)、pp.325–360、第23–25章の表記。
3. ↑  Cortain。
4. ↑  Geste de Doon de Mayence（cycle des barons revoltés）。「叛臣の物語群」は仮訳。
5. ↑  Gaufroi de Danemarche (Langlois 人名事典の見出しでの綴り
6. ↑  家系図上は、ドーンの子のひとりがデンマルク公ゴーフロワ（ジョフロワ）でありドーンの孫がオジェ[3][注 5]で、その息子がオジェである。よってオジェは、大逆臣ガヌロン（英語版）の従兄弟や魔法使いモージ（マラジジ）の従兄弟でもあるわけだが、これはあまり強調される側面ではない。
7. ↑  デンマーク語：Holger Danske
8. ↑  Oggero spat curta
9. ↑  カラウー（→カラヒュー）
10. ↑  コルタナとも表記[7]
11. 1 2  Broiefort
12. ↑  英国の戴冠剣がカータナと呼ばれた初出は1236年。ある解説者は『散文トリスタン』作者は英国戴冠剣のことを知悉していたと仮説する[10]。
13. ↑  バロワ編の版本の題名はChevalerie Ogier de Danemarche。また、有永 (訳) (1965)『ロランの歌』、253頁（112行の注）では、題名を単に『デンマルク人〔びと〕オジエ』としている。
14. ↑  以下、固有名詞はフランス発音を用いるが、便宜上、トマス・ブルフィンチ & 市場 (訳) (2007)の再話における表記も"→ボルドウィン"のように付記する。
15. ↑  実際はでなくBaudouinetという指小形が使われる。まだ未成年（騎士の叙勲を受けていない）ということ。
16. ↑  Alori de Puille。
17. ↑  『ロランの歌』ではオリフラムを掲げる役をアンジュー公ジェフロワに甘んじるものの、オジェは前衛や先陣を務めるに最適任とされており[1]、『サガ』によればオジェは旗手の役目であった[21]。
18. ↑  Caraheu, Karaeus, Karahues 等、変体綴り多数。
19. ↑  Cortain
20. ↑  Charlot（指小形）
21. ↑  Sadoine
22. ↑  メオルグル(?)Maiolgre
23. ↑  Brunamont
24. ↑  武勲詩『オジェの騎士道』のA写本、すなわちパリ市フランス国立図書館蔵 français, 24403 写本、第174r–277v葉の第232r葉目。

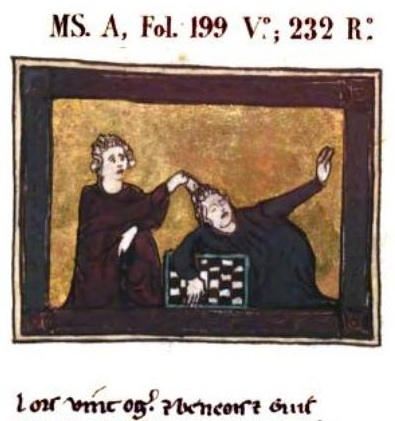
シャルロ王子とボードワネットのチェス競技。写本画

25. ↑  フォーレッチュの第2章「チェスの部 La partie d'éschecs」は、第2枝篇（第3101–3472行目）と同一[13]。
26. ↑  Desier
27. ↑  Chastel-fort; 現代風ならChâteau-fort
28. ↑  Beneoit
29. ↑  フォーレッチュは第3章を「ロンバルディア戦La guerre de Lombardy」と題して、第3枝篇（第 3473–5864行目）をあて、第4章「シャテルフォール Castelfort」に、第4~8枝篇（第 5865–9551行目）をあてる[13]。
30. ↑  フォーレッチュは第5章「サクソン人対戦La guerre des Saxons」と題して、第9~12枝篇（第 9552–12346行目）をまとめる[13]。
31. ↑  Brehier, Brehus
32. ↑  原典では、別の箇所ではシャルルがブランシャール Blancart つまり白馬に乗るが、ここでは都督バランから奪った早馬とされている（Barrois (1842), 10435-7行, "le bon ceval corant que je conqis à l'amiraus Balant"。
33. ↑  天使の場面のイラストは、Gautier (1895), p. 608(第3版)や、Hausen (1842), p. 139にある）。
34. ↑  "Bauchan"等。Rudolph によれば Chevalerie Ogier (ChOg) では、この敵 Braiher の馬が Bauçant (VIII) であるが[28]、別の作品 DelOg（断片）[29] では Marchevalée は元々バビロンのスルタンの馬で、オジエの甥ゴーチエが攻城後、入手した駒だという[30]。
35. ↑  略称P本がパリ、アルスナル図書館（フランス語版） 2985 本（旧190-191本）、L本がロンドン、大英図書館蔵《タルボット・シュルーズベリーの書》(MS. Royal 15 E vi.)、 T"本がトリノ、イタリア国立図書館L. IV, 2（旧G.I.38本）。
36. ↑  かつての物語では、英国王女を助けて結婚する展開はある。
37. ↑  フランス語: tison[49]。英語解説では"firebrand"[46]。
38. ↑  メレアグロスにまつわる伝説にも同モチーフがみられると指摘される[50]。
39. ↑  脚色の多くは「ギヨーム・ドランジュ詩群」に属する武勲詩『ロキフェールの戦い』（フランス語版）に負うところが多いのではないか、と指摘される。その武勲詩ではギヨーム・ドランジュ（フランス語版）がめとったサラセン人妻の弟レヌアールが妖精モルガーヌ（モルガン）と子をもうけ、やはり妖猫カパリュ/シャパリュ（Chapalu）と戦う[53]。
40. ↑  Oriant
41. ↑  ロンデロ; Rondel, Rondello

## 外部サイト
- クロンボー城のオジエ像案内“Kronborg Castle site (Holger the Dane)”. 2012年3月2日閲覧。
- モー市のオジエの石像頭部の案内：“Tête d’Ogier le Danois, Meaux”. Topic Topos. 2012年3月3日閲覧。